# Kompozicija A
Kompozicija A, često skraćena na Comp A,  je porodica eksploziva napravljenih od flegmatizovanog RDX-a. Pošto je RDX previše delikatan da bi se koristio direktno u granatama, mora da formira stabilniju mešavinu sa drugim materijalima kao što je vosak. Tokom Drugog svetskog rata, Ujedinjeno Kraljevstvo je razvilo Kompoziciju A. Sadržala je devet procenata pčelinjeg voska. Kompozicija A2 je, s druge strane, sadržala sintetički vosak. Kompozicija A i A2 se više ne koriste. Kompozicija A se utiskuje u granate pod visokim pritiskom. 
|           | RDX (u %) | Aditivi                                 |
| --------- | --------- | --------------------------------------- |
| A3        | 91,0      | 9,0 % Voska                             |
| A3 Tip 11 | 90,8      | 9,2 % polietilena                       |
| A4        | 97,0      | 3,0 % Voska                             |
| A5 Tip 1  | 98,5      | 1,5 % stearinske kiseline               |
| A5 Tip 11 | 98,0      | 1,6 % stearinska kiselina, 0,4 % mazivo |
| A6        | 86,0      | 14,0 % Voska                            |

## Istorija
Eksploziv Kompozicija A ima bogat istorijat koji seže unazad gotovo jedan vek. Evo osnovnih informacija o njegovom nastanku i početku proizvodnje:
Kompozicija A je razvijena tokom Prvog svetskog rata, kada je postojala potreba za eksplozivom koji bi bio stabilniji od čistog amonijum nitrata i imao veću energetsku vrednost. U to vreme, čist amonijum nitrat se koristio kao eksploziv, ali je bio prilično nestabilan i podložan nekontrolisanom detoniranju.
Godine 1918. američki hemičar Dr. Charles E. Munroe je razvio Kompoziciju A kao poboljšanu alternativu čistom amonijum nitratu. Munroe je dodao aluminijumov prah amonijum nitratu, čime je stvorio stabilniju i efikasniju eksplozivnu smešu.
Kompozicija A se pokazala veoma uspešnom i brzo je postala popularna kao eksploziv u vojne svrhe. Upotrebljavana je u projektilima, bombama, minama i drugim vojnim aplikacijama. Takođe je korišćena u industriji, posebno u rudarstvu i građevinskoj industriji.
Tokom Drugog svetskog rata, proizvodnja Kompozicije A se intenzivirala zbog potreba savezničkih snaga. Velike količine ovog eksploziva su proizvedene i korišćene u vojne svrhe tokom rata.
Nakon Drugog svetskog rata, Kompozicija A je nastavila da se koristi u vojne i industrijske svrhe širom sveta. Međutim, zbog svoje osetljivosti na udar, trenje i inicijaciju, postepeno je zamenjena drugim eksplozivima koji su bili sigurniji za rukovanje.
Danas, upotreba Kompozicije A je ograničena i strogo regulisana zbog bezbednosnih razloga. Njeno skladištenje, transport i rukovanje su podložni strogim propisima i kontrolama kako bi se minimizirali rizici od nezgoda ili eksplozija.

## Sastav
Kompozicija A je eksplozivna materija koja se sastoji od mešavine amonijum nitrata (NH4NO3) i aluminijumovog praha (Al). Ova smeša se koristi kao eksploziv u vojne svrhe i industriji. Kompozicija A je visoko eksplozivna i može se koristiti u različitim aplikacijama, kao što su projektili, mine, detonatorske kapisle, i sl.
Amonijum nitrat je glavni sastojak Kompozicije A i služi kao oksidacioni agens. On ima visoku energetsku vrednost i može podržati brzo sagorevanje ili eksploziju. Aluminijumov prah se koristi kao gorivo u ovoj mešavini. Kada se amonijum nitrat i aluminijumov prah zapale ili aktiviraju, dolazi do snažne reakcije koja generiše veliku količinu gasova i energije.
Važno je napomenuti da je Kompozicija A veoma osetljiva na udar, trenje ili inicijaciju, te zahteva pažljivo rukovanje i skladištenje. Nepravilno rukovanje ovom materijom može rezultirati ozbiljnim nezgodama ili eksplozijama. Zbog svoje visoke energetske vrednosti, Kompozicija A se koristi samo u kontrolisanim uslovima i od strane obučenih stručnjaka.

## Karakteristike
Kompozicija A ima nekoliko karakteristika koje je čine značajnim eksplozivom. 
Evo nekih osnovnih karakteristika:
Energetska vrednost: Kompozicija A ima visoku energetsku vrednost, što znači da je sposobna generisati veliku količinu energije prilikom detonacije. Ova visoka energetska vrednost čini je efikasnim eksplozivom u vojnim i industrijskim aplikacijama.
Stabilnost: Kompozicija A je relativno stabilnija od čistog amonijum nitrata, ali i dalje zahteva pažljivo rukovanje i skladištenje. Izloženost visokim temperaturama, udarima, trenju ili inicijaciji može dovesti do nekontrolisanog detoniranja. Zbog toga je važno pridržavati se propisanih sigurnosnih mera pri rukovanju ovim eksplozivom.
Gustina: Kompozicija A ima relativno visoku gustinu, što znači da može biti kompaktna i lako se može oblikovati u različite forme, kao što su detonatorske kapisle ili punjenja za projektila.
Detonativna brzina: Detonativna brzina Kompozicije A je relativno visoka, što znači da se brzo širi kroz materijal prilikom detonacije. To je važno za postizanje željenog efekta eksplozije u vojnim aplikacijama.
Gasni produkti: Prilikom detonacije Kompozicije A generišu se velike količine gasova, uključujući azotni oksid (NOx), vodenu paru i druge. Ovi gasovi mogu biti štetni za životnu sredinu i ljudsko zdravlje, posebno ako se detonacija odvija u zatvorenom prostoru ili nepovoljnim uslovima ventilacije.
Upotreba: Kompozicija A se tradicionalno koristi u vojne svrhe, kao i u industriji, naročito u rudarstvu i građevinskoj industriji. Međutim, zbog svoje osetljivosti i bezbednosnih rizika, postepeno je zamenjena drugim eksplozivima koji su sigurniji za rukovanje.